# Muara Betung
Muara Betung is een bestuurslaag in het regentschap Empat Lawang van de provincie Zuid-Sumatra, Indonesië. Muara Betung telt 833 inwoners (volkstelling 2010).